# جرترود دبليو هوفمان
جرترود دبليو هوفمان (بالألمانية: Gertrude Hoffman)‏ هي ممثلة ألمانية، ولدت في 17 مايو 1871 بهايدلبرغ في ألمانيا، وتوفيت في 13 فبراير 1968 بهوليوود في الولايات المتحدة.

## أعمال

### أفلام
- (1940) المراسل الأجنبي

## وصلات خارجية
- جرترود دبليو هوفمان على موقع IMDb (الإنجليزية)
- جرترود دبليو هوفمان على موقع ألو سيني (الفرنسية)
- جرترود دبليو هوفمان على موقع قاعدة بيانات الأفلام السويدية (السويدية)
- جرترود دبليو هوفمان على موقع قاعدة بيانات الفيلم (الإنجليزية)
- جرترود دبليو هوفمان على موقع كينوبويسك (الروسية)